# × Pseudorhiza
× Pseudorhiza – hybrydowy rodzaj roślin z rodziny storczykowatych (Orchidaceae). Obejmuje 4 gatunki występujące w Europie w takich krajach jak: Wielka Brytania, Austria, Bułgaria, Francja, Niemcy, Czechy, Słowacja. Formuła hybrydowa to Dactylorhiza × Pseudorchis.

## Systematyka
Rodzaj sklasyfikowany do podplemienia Orchidinae w plemieniu Orchideae, podrodzina storczykowe (Orchidoideae), rodzina storczykowate (Orchidaceae), rząd szparagowce (Asparagales) w obrębie roślin jednoliściennych.
Wykaz gatunków
- × Pseudorhiza bruniana (Brügger) P.F.Hunt
- × Pseudorhiza bulgarica (D.Lindig) O.Gerbaud & W.Schmid
- × Pseudorhiza foelscheorum M.Gerbaud & O.Gerbaud
- × Pseudorhiza nieschalkii (Senghas) P.F.Hunt